# Partyzánský kříž
Partyzánský kříž (polsky: Krzyż Partyzancki) bylo polské vojenské vyznamenání udílené partyzánům bojujícím v druhé světové válce. Založen byl roku 1945 a udílen byl polským partyzánům bojujícím jak na území Polska, tak na území spřátelených států a také cizím partyzánům bojujícím na polském území. Naposledy byl kříž udělen roku 1999.

## Historie a pravidla udílení
Vyznamenání bylo založeno usnesením Rady ministrů ze dne 26. října 1945. Vyznamenání bylo založeno k připomenutí hrdinského ozbrojeného boje partyzánů proti německým okupantům, kteří bojovali za nezávislost, svobodu a demokracii, a jako ocenění těchto bojových zásluh. Kříž byl udílen partyzánům bojujícím v druhé světové válce. Udílen byl organizátorům, velitelům i řadovým příslušníkům partyzánských jednotek bojujících proti Němcům na polském území, nebo Polákům, kteří bojovali v partyzánských jednotkách na území Sovětského svazu, Jugoslávie či Francie. Udělen mohl být i cizincům, kteří bojovali v partyzánských jednotkách na polském území. Mohl být udělen i městům a vesnicím, které se vyznamenaly při podpoře partyzánů.
V letech 1944 až 1960 byly polské řády a vyznamenání řízeny předpisy jednotlivých ocenění, ale pravidla k nošení těchto vyznamenání nebyla standardizována. V praxi se tak částečně vycházelo z předválečných předpisů a zvyků a částečně zde byl implementován sovětský model. V roce 1960 byl Partyzánský kříž uznán jako válečné vyznamenání za účast na partyzánských bojích proti německým okupantům. Kříž se tak v přítomnosti dalších vyznamenání nacházel za  Medailí Zasloužilých na poli slávy a před Medailí Za vaši i naši svobodu.
Nejdříve byl udílen ministerstvem obrany. Od roku 1952 jej udílela Státní rada Polska. V roce 1989 tato povinnost přešla na polského prezidenta. Vyznamenání bylo udíleno do roku 1999. Od 8. května 1999 je jeho udílení považováno za ukončené.
Podle Stefana Oberleitnera bylo v letech 1945 až 1989 uděleno 76 664 těchto křížů. V letech 1990 až 1999 bylo vyznamenání udíleno i partyzánům, kteří byli záměrně v předchozích letech komunistickým režimem z udělení ocenění vynecháni. V tomto období obdrželo kříž 17 386 osob. V 90. letech 20. století tak bylo vyznamenání uděleno i lidem spojeným s politickým proudem Narodowa Demokracja a polovojenské organizace Národní ozbrojené síly. Podle údajů Úřadu pro státní vyznamenání Kanceláře Státní rady a Úřadu pro vyznamenání Kanceláře Prezidenta Polské republiky bylo do roku 1987 uděleno 75 374 křížů a po změně politického režimu v Polsku dalších 18 651 křížů. Celkem tak podle těchto záznamů bylo uděleno 94 025 křížů.

## Popis medaile
Vyznamenání má tvar pozlaceného mosazného řeckého kříže o rozměrech 38 × 38 mm. Na přední straně je orel, který svým provedením odpovídá orlovi na státním znaku Polska. Na ramenou kříže je nápis ZA • POLSKĘ • WOLNOŚĆ • i LUD (za Polsko, svobodu a lid). Na zadní straně je vodorovný nápis PARTYZANTOM (partyzánům). Na rameni směřujícím nahoru je datum 1939 a na ramenu směřujícím dolů datum 1945.
Stuha široká 35 mm je tmavě zelená se dvěma černými pruhy širokými 7 mm při obou okrajích.
 

Autor vzhledu vyznamenání není znám. 

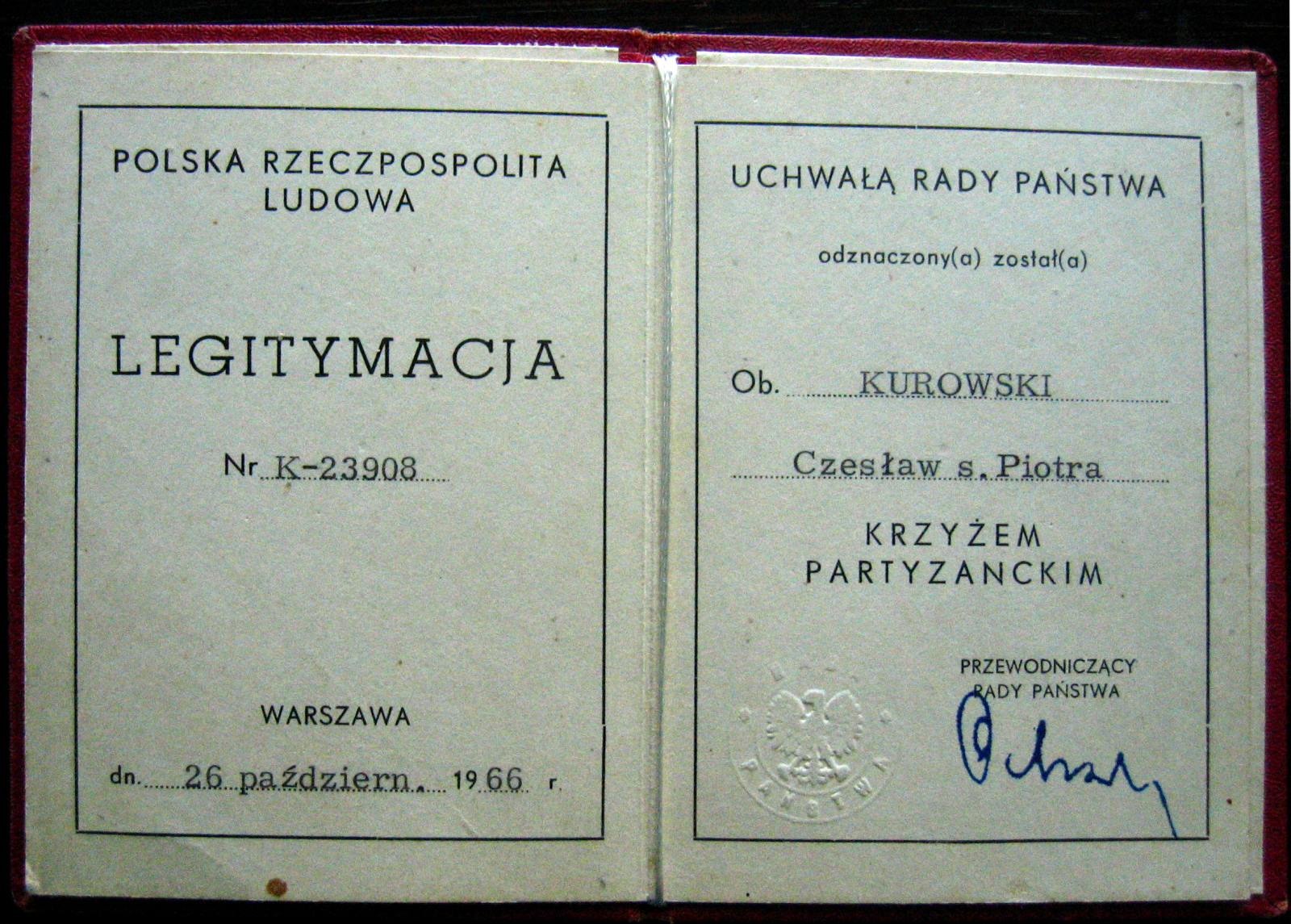
Legitimace potvrzující udělení Partyzánského kříže
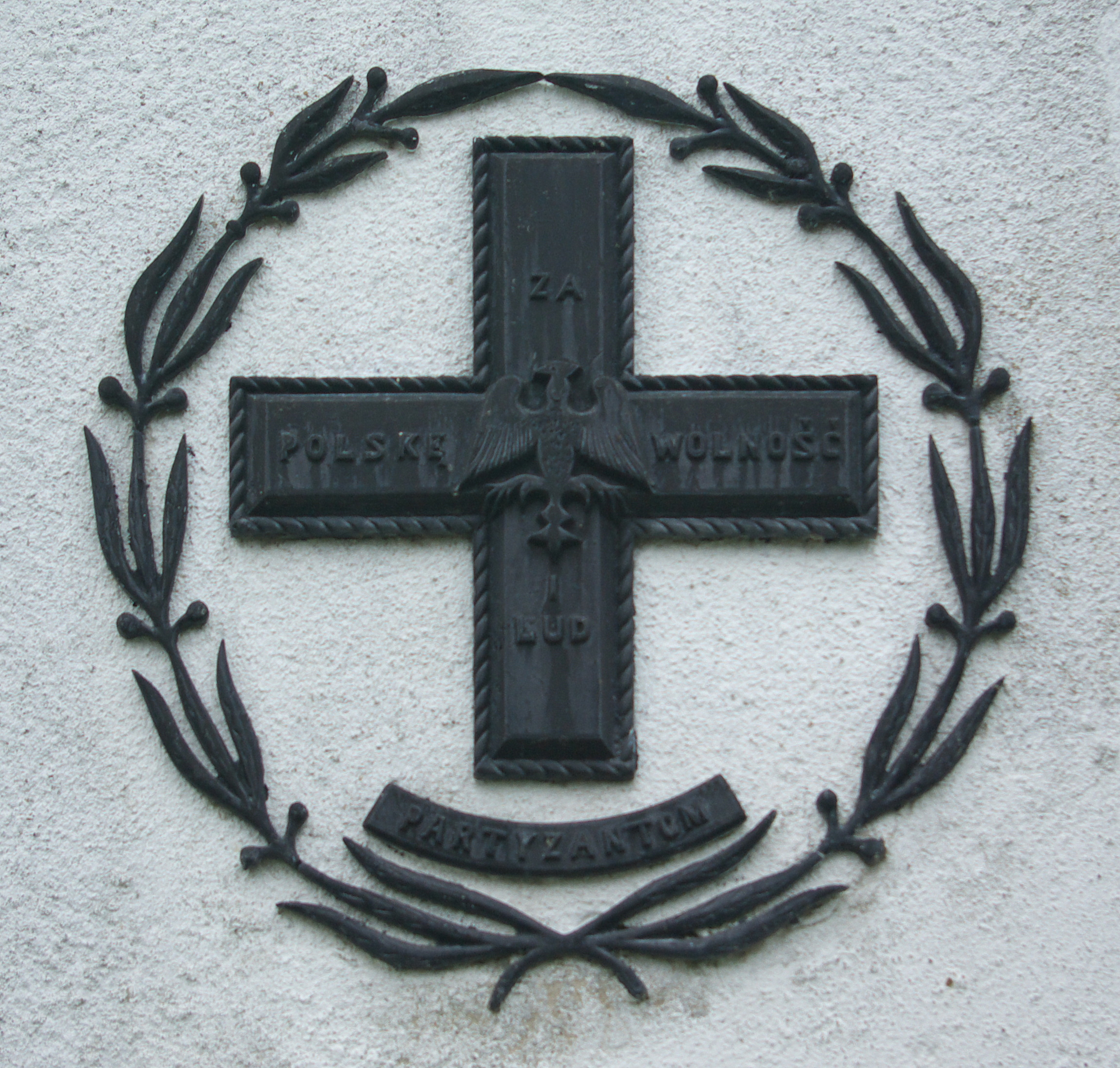
Partyzánský kříž na památníků deseti popravených 20. března 1944 ve Falejówce